# Bruno Ferraz das Neves
Bruno Ferraz das Neves (* 11. Juni 1984 in Porto Alegre) ist ein ehemaliger brasilianischer Fußballspieler.

## Karriere
Bruno begann seine Karriere 2001 beim Erstligisten Grêmio FBPA. Am Ende der Série A 2004 stieg der Verein in die zweite Liga ab. 2005 feierte er mit dem Verein die Zweitligameisterschaft und den Aufstieg in die erste Liga. 2006 wechselte er zum Erstligisten Fluminense FC und erreichte er mit dem Verein das Halbfinale des Copa do Brasil 2006. Danach spielte er bei Porto Alegre FC, Joinville EC und Cruzeiro EC. 2011 wechselte er zum japanischen Zweitligisten Consadole Sapporo. 2012 kehrte er nach Brasilien zurück und unterschrieb einen Vertrag beim Zweitligisten Guarani FC.